# フラカン入門
『フラカン入門』（フラカンにゅうもん）は、フラワーカンパニーズのベスト・アルバム。 2010年1月27日、ソニー・ミュージックアソシエイテッドレコーズよりリリース。

## 概要
- 結成20周年を記念した、アンティノス、トラッシュ、SMARの3つのレーベルをまたいだ初のオールタイム・ベスト・アルバム。
- 収録曲はメンバーの意向によりオフィシャルサイトで行われたアンケートを参考に決定した17曲＋2009年10月17日に日比谷野外大音楽堂で行われた20周年記念ライブ「フラワーカンパニーズ20年だョ！全員集合」から『東京タワー』のライブ音源を加えた全18曲を収録。
- 18曲目の「東京タワー (LIVE)」以外の17曲はすべて、人気投票結果の上位から順に収録されている。
- 初回限定盤はDVD付、三方背スリーブ仕様。

## アートワーク
- ジャケットは石ノ森章太郎「マンガ家入門」とコラボレーションしている。メンバーの発案で、タイトル決定の際「アートワークは小学生の頃に小学校の図書館に必ず置いてあった数々の入門本を参考にしよう!」とのことで、石森プロにコラボを依頼したところ快諾。今回のコラボが実現した[1]。

## 収録曲
全編曲：フラワーカンパニーズ
1. 深夜高速 (4:18)
作詞・作曲：鈴木圭介
初出：16thシングル、10thアルバム「世田谷夜明け前」
2. 吐きたくなるほど愛されたい (5:05)
作詞・作曲：鈴木圭介
初出：15thシングル「真冬の盆踊り」、8thアルバム「発熱の男」
3. 恋をしましょう (4:02)
作詞：鈴木圭介　作曲：竹安堅一・鈴木圭介
初出：ミニアルバム「恋をしましょう」
4. はぐれ者賛歌 (4:08)
作詞・作曲：鈴木圭介
初出：17thシングル「はじまりのシーン」、11thアルバム「脳内百景」
5. 東京タワー (5:19)
作詞：鈴木圭介　作曲：フラワーカンパニーズ
初出：9thアルバム「東京タワー」
6. 孤高の英雄 (REMIX 97'S) (3:47)
作詞・作曲：鈴木圭介
初出：1stシングル、2ndアルバム「フラカンのマイ・ブルー・ヘブン」
本作には「ヤングフラワーズ 〜Early FLOWER COMPANYZ」に収録されたリミックスバージョンで収録。
7. 真冬の盆踊り (4:22)
作詞：鈴木圭介　作曲：フラワーカンパニーズ
初出：15thシングル、8thアルバム「発熱の男」
8. 夜明け (5:47)
作詞：鈴木圭介　作曲：竹安堅一・鈴木圭介
初出：11thシングル、5thアルバム「Prunes & Custard」
9. 冬のにおい (4:18)
（作詞：鈴木圭介　作曲：竹安堅一・鈴木圭介）
初出：3rdシングル、3rdアルバム「俺たちハタチ族」
10. この胸の中だけ (5:45)
作詞・作曲：鈴木圭介
初出：20thシングル、12thアルバム「たましいによろしく」
11. 元気ですか (4:47)
作詞：鈴木圭介　作曲：フラワーカンパニーズ
初出：10thシングル、5thアルバム「Prunes & Custard」
本作はシングルバージョンで収録。
12. 俺たちハタチ族 (2:57)
作詞：鈴木圭介　作曲：グレートマエカワ・鈴木圭介
初出：3rdアルバム「俺たちハタチ族」
13. 発熱の男 (4:52)
作詞・作曲：鈴木圭介
初出：8thアルバム「発熱の男」
14. サヨナラBABY (3:51)
作詞・作曲：鈴木圭介
初出：12thアルバム「たましいによろしく」
15. 脳内百景 (3:52)
作詞・作曲：鈴木圭介
初出：11thアルバム「脳内百景」
16. 虹の雨あがり (4:54)
作詞・作曲：鈴木圭介
初出：4thアルバム「マンモスフラワー」
17. YES,FUTURE (2:08)
作詞：鈴木圭介　作曲：フラワーカンパニーズ
初出：14thシングル「人間の爆発」、7thアルバム「吐きたくなるほど愛されたい」
18. 東京タワー (2009.10.17 Live at日比谷野外音楽堂) (5:31)
2009年10月17日＠日比谷野外大音楽堂『フラワーカンパニーズ20年だョ!全員集合』より

### 初回限定盤DVD
1. 小さな巨人
1997年5月5日＠日比谷野外大音楽堂　SPACE SHOWER TV Sweet Love Shower‘97 より
2. 深夜高速
2004年8月27日＠川崎　CLUB CITTA' SET YOU FREE～SUMMER FESTA 2004 より
3. 終身刑～NUDE CORE ROCK'N'ROLL～YES, FUTURE～真冬の盆踊り
2009年4月23日＠京都　磔磔　『フラカン生誕20周年記念祭』 より
4. 東京タワー
2009年10月17日＠日比谷野外大音楽堂　『フラワーカンパニーズ20年だョ!全員集合』より
5. 深夜高速 (2009) Music Video